# Zinkkaliumchromat
Zinkkaliumchromat ist eine chemische Verbindung aus der Gruppe der anorganischen Chromate. Als Pigment ist es unter dem Namen Zinkgelb bekannt.
Die Summenformel des Pigments wurde als KZn2(CrO2)2(H2O)(OH) bestimmt, also als ein Hydroxid-Hydrat des Zinkkaliumchromats, es wird aber auch die Kristallwasser-freie Form KZn2(CrO4)2(OH) angegeben. Das Pigment ist seit Anfang des 19. Jahrhunderts bekannt.
Teilweise werden die weiteren Chromate des Zinks auch als Zinkgelb bezeichnet, nämlich Zinkchromat mit der Formel ZnCrO4, basisches Zinkkaliumchromat mit der Formel K2Zn4(CrO4)4(OH)2 und Tetrahydroxozinkchromat bzw. Zinkchromathydroxid mit der Formel Zn5(CrO4)(OH)8, da sie eine ähnliche Farbe und chemische Eigenschaften aufweisen.

## Eigenschaften
Zinkkaliumchromat kristallisiert in der gleichen Kristallstruktur wie Natrochalcit. In dem monoklinen Kristallsystem in der Raumgruppe C2/m (Raumgruppen-Nr. 12) finden sich zwei Formeleinheiten pro Elementarzelle. Dabei sind die Zinkionen oktaedrisch von Sauerstoffionen koordiniert und bilden eckenverknüpfte Ketten. Diese sind wiederum von tetraedrischen Chromatgruppen zu Schichten verknüpft, in denen auch die Kaliumionen liegen. Zwischen den Schichten liegen Wasser- und Hydroxidmoleküle, die diese Schichten durch Wasserstoffbrückenbindungen zusammenhalten. Da zwischen H2O und OH− eine starke Wasserstoffbrückenbindung vorliegt und die Moleküle sich sehr nahekommen, wurden sie zusammen (wie beim Natrochalcit auch) als H3O2−-Einheit beschrieben.
Das Pigment Zinkgelb unterliegt einer Alterung, wodurch sich seine Farbe ändert. Ein berühmtes Beispiel ist das Werk Ein Sonntagnachmittag auf der Insel La Grande Jatte von Georges Seurat, wo der Künstler das recht neue Pigment verwendete. Bereits nach weniger als fünf Jahren nach Vollendung des Werks wurden deutliche Farbänderungen ins Braune beobachtet. Wissenschaftliche Untersuchungen haben gezeigt, dass Lichteinfluss und Luftfeuchtigkeit zu einer Änderung der Oxidationsstufe von Chrom(VI) zu Cr(III), aber auch der Bildung von Dichromat und damit jeweils zu einer Verfärbung führen kann. Aufgrund der Beliebtheit des Werks wurden auch Anstrengungen unternommen, die ursprüngliche Farbkraft des Bildes durch Computersimulation nachzustellen.

## Sicherheitshinweise und gesetzliche Regelungen
Zinkkaliumchromat wurde im Dezember 2011 aufgrund seiner Einstufung als krebserzeugend (Carc. 1B) in die Kandidatenliste der besonders besorgniserregenden Stoffe (Substance of very high concern, SVHC) aufgenommen.
Im August 2014 wurde Zinkkaliumchromat danach in das Verzeichnis der zulassungspflichtigen Stoffe mit dem Ablauftermin für die Verwendung in der EU zum 22. Juni 2019 aufgenommen.
Als Chrom(VI)-Verbindung unterliegt Zinkkaliumchromat außerdem den Beschränkungen im Anhang XVII, Nummer 47 und 72 der REACH-Verordnung (in Deutschland umgesetzt durch die Chemikalien-Verbotsverordnung).